# Paulo Cezar Costa
Paulo Cezar Costa (Valença, 20 luglio 1967) è un cardinale e arcivescovo cattolico brasiliano, dal 21 ottobre 2020 arcivescovo metropolita di Brasilia.

## Biografia
Paulo Cezar Costa è nato il 20 luglio 1967 a Valença, omonima diocesi nello stato federato di Rio de Janeiro, sulla costa meridionale della Repubblica Federale del Brasile; è figlio di Geraldo Manoel da Costa Amaral e Maria Alice Miranda Amaral.

### Formazione e ministero sacerdotale
Dopo aver ricevuto l'istruzione primaria e secondaria, sentendo maturare la vocazione al sacerdozio, si è iscritto prima al seminario diocesano Nossa Senhora do Amor Divino nella nativa Valença per gli studi in filosofia e poi ha continuato quelli in teologia presso il seminario arcidiocesano São José a Rio de Janeiro; durante questo periodo è stato ordinato diacono il 27 dicembre 1991. Al termine del percorso di formazione ha ricevuto l'ordinazione sacerdotale il 5 dicembre 1992, nella cattedrale di Nostra Signora della Gloria a Valença, per imposizione delle mani di Elias James Manning, O.F.M.Conv., vescovo di Valença; si è incardinato come presbitero della medesima diocesi.
Poco dopo l'ordinazione sacerdotale gli è stato affidato il primo incarico pastorale come vicario parrocchiale a Paraíba do Sul, dove è rimasto per tutto il 1993, mentre nel 1994 è stato nominato parroco della parrocchia São Sebastião dos Ferreiros a Vassouras, dove è rimasto per due anni. Nel 1996 ha sospeso il ministero per trasferirsi a Roma, in Italia, dove ha intrapreso gli studi post laurea: ha conseguito prima la licenza in teologia nel 1998 con una tesi intitolata "Monarchia e Triade in Dionigi di Roma e Dionigi di Alessandria" e poi il dottorato in teologia tre anni dopo con una dissertazione dal titolo "Salvatoris Disciplina. Dionigi di Roma e la Regula Fidei nel dibattito teologico del III secolo".
Terminato il quinquennio di studi è tornato in patria, dove nel 2001 è divenuto parroco di Santa Rosa de Lima a Valença, ruolo che ha svolto fino a quando nel 2006 ha assunto l'incarico di rettore del seminario interdiocesano Paulo VI e direttore dell’Istituto di filosofia e teologia Paulo VI a Nova Iguaçu; a questi nel 2007 sono stati aggiunti anche quelli di direttore e professore del Dipartimento di teologia della Pontifícia Università Cattolica di Rio de Janeiro (PUC-Rio). Ha ricoperto tali uffici fino alla promozione all'episcopato.

### Ministero episcopale e cardinalato

#### Vescovo ausiliare di Rio de Janeiro

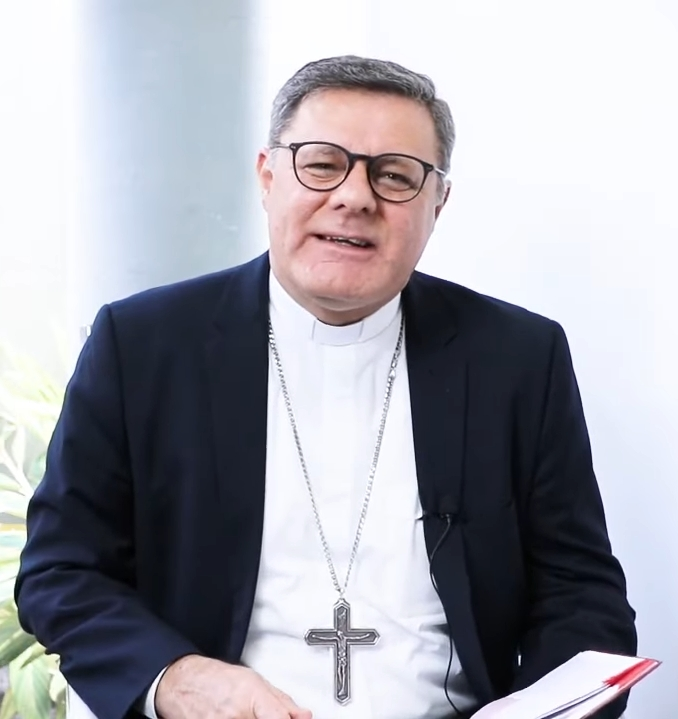
Mons. Paulo Cezar Costa nel 2022

Il 24 novembre 2010 papa Benedetto XVI lo ha nominato vescovo ausiliare di Rio de Janeiro, assegnandogli contestualmente la sede titolare di Esco. Ha ricevuto la consacrazione episcopale il 5 febbraio 2011, nella cattedrale di San Sebastiano a Valença, per imposizione delle mani di Orani João Tempesta, O.Cist., arcivescovo metropolita di Rio de Janeiro e futuro cardinale, assistito dai co-consacranti Rafael Llano Cifuentes, vescovo emerito di Nova Friburgo, ed Elias James Manning, O.F.M.Conv., vescovo di Valença e che già lo aveva ordinato sacerdote; assieme a lui, sono stati ordinati vescovi ausiliari anche Pedro Cunha Cruz e Nelson Francelino Ferreira. Come suo motto episcopale ha scelto Omnia sustinet propter electos, che tradotto vuol dire "Sopporta ogni cosa per gli eletti" (2 Timoteo 2, 10).
All'interno dell'arcidiocesi ha ricoperto gli incarichi di vicario generale, animatore del vicariato episcopale periferico e membro dell'amministrazione, del settore legale, della procura, delle missioni e dell'Istituto superiore di diritto canonico. Si è occupato anche di numerose attività intellettuali come la pastorale universitaria, il patrimonio storico e culturale dell'arcidiocesi e gli studenti all'estero; inoltre è stato membro dell'Accademia delle scienze e della fede, del Centro culturale vendite Dom Eugênio de Araújo, del Consiglio universitario della PUC-Rio e della Fundação Mantenedora Padre Anchieta nonché professore al seminario arcidiocesano São José ed alla PUC-Rio.
Il 25 di giugno 2011 è divenuto membro della Commissione episcopale pastorale per la dottrina della fede della Conferenza nazionale dei vescovi del Brasile (CNBB).

#### Vescovo di São Carlos
Il 22 giugno 2016 papa Francesco lo ha nominato 7º vescovo di São Carlos; è succeduto a monsignor Paulo Sérgio Machado, dimessosi  il 16 dicembre 2015 dopo esser stato fermato per la seconda volta dalla polizia mentre era in stato di ebbrezza. Ha preso possesso della diocesi durante una cerimonia svoltasi nella cattedrale di San Carlo Borromeo a São Carlos il 6 agosto seguente.
Il 20 aprile 2020 il pontefice lo ha nominato membro della Pontificia commissione per l'America Latina ed il 4 luglio successivo lo ha nominato anche membro del Pontificio consiglio per la promozione dell'unità dei cristiani. Decade da tali incarichi il 21 aprile 2025 a motivo della morte di papa Francesco.
Monsignor Costa ha rappresentato anche la Regione Sud 1 nel Consiglio permanente della Conferenza nazionale dei vescovi del Brasile ed ha fatto parte del gruppo dei vescovi consultivi del Consiglio episcopale latinoamericano (CELAM).

#### Arcivescovo metropolita di Brasilia
Il 21 ottobre 2020 papa Francesco lo ha promosso 5º arcivescovo metropolita di Brasilia; è succeduto al cardinale Sérgio da Rocha, trasferito alla sede metropolitana e primaziale di São Salvador da Bahia l'11 marzo precedente. La nunziatura apostolica in Brasile lo aveva informato della nomina il 7 ottobre precedente, intimandogli di mantenere il segreto pontificio fino alla pubblicazione.
Intervistato poco dopo l'annuncio della sua nuova missione nella capitale, monsignor Costa ha dichiarato: "Non vado a mani vuote, porto la mia esperienza di fede e vita a Valença, Nova Iguaçu, Rio de Janeiro e São Carlos, ma soprattutto, sto prendendo ciò che di più prezioso è in mio possesso: Gesù Cristo. Egli è la grande ricchezza della mia vita". Ha preso possesso dell'arcidiocesi durante una cerimonia svoltasi nella cattedrale di Nostra Signora di Aparecida a Brasilia il 12 dicembre seguente. Il 29 giugno 2021, giorno della solennità dei Santi Pietro e Paolo, si è recato presso la basilica di San Pietro in Vaticano, dove il pontefice gli ha consegnato il pallio, simbolo di comunione tra la Santa Sede e il metropolita, che gli è stato imposto in una cerimonia successiva.
Il 29 maggio 2022, al termine del Regina Caeli, papa Francesco ha annunciato la sua creazione a cardinale; nel concistoro del 27 agosto seguente lo ha creato cardinale presbitero dei Santi Bonifacio e Alessio. Il 7 ottobre ha ufficialmente preso possesso del titolo cardinalizio.
Il 7 e 8 maggio 2025 ha partecipato come cardinale elettore al conclave che ha portato all'elezione di papa Leone XIV.

## Genealogia episcopale e successione apostolica
La genealogia episcopale è:
- Cardinale Scipione Rebiba
- Cardinale Giulio Antonio Santori
- Cardinale Girolamo Bernerio, O.P.
- Arcivescovo Galeazzo Sanvitale
- Cardinale Ludovico Ludovisi
- Cardinale Luigi Caetani
- Cardinale Ulderico Carpegna
- Cardinale Paluzzo Paluzzi Altieri degli Albertoni
- Papa Benedetto XIII
- Papa Benedetto XIV
- Papa Clemente XIII
- Cardinale Bernardino Giraud
- Cardinale Alessandro Mattei
- Cardinale Pietro Francesco Galleffi
- Cardinale Giacomo Filippo Fransoni
- Cardinale Carlo Sacconi
- Cardinale Edward Henry Howard
- Cardinale Mariano Rampolla del Tindaro
- Cardinale Rafael Merry del Val
- Arcivescovo Duarte Leopoldo e Silva
- Arcivescovo Paulo de Tarso Campos
- Vescovo Ruy Serra
- Vescovo José de Aquino Pereira
- Cardinale Orani João Tempesta, O.Cist.
- Cardinale Paulo Cezar Costa

La successione apostolica è:
- Vescovo Moacir Aparecido de Freitas (2016)
- Vescovo Eduardo Malaspina (2018)
- Vescovo Antônio Aparecido de Marcos Filho (2023)
- Vescovo Carlos Henrique Silva Oliveira (2024)
- Vescovo Vicente de Paula Tavares (2024)